# Station Bystrzyca Kłodzka Przedmieście
Station Bystrzyca Kłodzka Przedmieście is een spoorwegstation in de Poolse plaats Bystrzyca Kłodzka.